# La Pedrera (Amazonas)
La Pedrera es un área no municipalizada de Colombia, ubicado en el departamento de Amazonas. Compuesto por los centros poblados: La Pedrera y Puerto Cedro. Cuenta con una población de 4985 habitantes. Se encuentra a 100 m s. n. m. a orillas del río Caquetá funcionando como puerto de este y a pocos kilómetros de la desembocadura del río Apaporis. Ubicado en la frontera con Brasil cerca a Vila Bittencourt y São José do Apaporis.

## Propuesta de elevación a municipalidad
Desde hace varios años se ha planteado una propuesta para la creación de un municipio colombiano en el departamento de Amazonas con las áreas no municipalizadas de Mirití-Paraná, La Victoria y La Pedrera.

## Geografía
Limita al norte con el municipio de Taraira (Vaupés), al noroccidente con el área no municipalizada Mirití-Paraná, al suroccidente con Puerto Arica y al sur con Tarapacá.
Se encuentra rodeado de los Parque nacional natural Río Puré y Parque nacional natural Yaigojé Apaporis.

## Historia
Inicialmente nace como base militar colombiana. Entre el 10 de julio de 1911 al 13 de julio de 1911 pasó un incidente llamado "Conflicto de La Pedrera" con las autoridades peruanas. Esto ocasionó a que respectara una zona de modus vivendi para evitar nueva confrontaciones entre las dos naciones. Once años más tarde, después de largas e infructuosas negociaciones entre Colombia y el Perú, el 24 de marzo de 1922 se firmó el Tratado Salomón-Lozano, en la que Colombia adquirió una salida al Amazonas y Perú se hizo acreedor de una frontera hacia la margen derecha del río Putumayo.